# Julian Apostata
Flawiusz Julian (Flavius Claudius Iulianus, ur. w 331 lub wiosną 332 w Konstantynopolu, zm. 26 czerwca 363 w dolinie Maranga koło dzisiejszej Samarry) – cesarz rzymski w latach 361–363, znany szerzej jako Julian Apostata.
Przydomek Apostata, czyli „Odstępca”, został mu nadany przez późniejszych pisarzy chrześcijańskich ze względu na odstępstwo od chrześcijaństwa, w którym Julian wychował się jako dziecko, i powrót do tradycyjnych rzymskich kultów religijnych.

## Życiorys
Był przyrodnim bratem Konstancjusza Gallusa. Został mianowany w 355 roku cezarem przez kuzyna, Konstancjusza II (który wcześniej wydał wyrok śmierci na Gallusa, a jeszcze wcześniej przyzwolił na zabójstwo ojca Juliana i licznych krewnych) i wysłany na wojnę z Germanami do Galii. Julian Apostata był pierwszym cesarzem rzymskim, którego intronizowano poprzez podniesienie na tarczy. Zwyczaj ten, zapoczątkowany w 360 roku, był później stałym elementem uroczystości koronacyjnych w Cesarstwie Rzymskim i Bizantyńskim.
Nie miał doświadczenia ani w sprawach wojskowych, ani administracyjnych. Wynikało to głównie z tego, że w latach młodości, po zamordowaniu jego ojca, przebywał wraz z bratem na zesłaniu w cesarskiej willi Macellum. Następnie bezpośrednio przed obwołaniem go cezarem studiował w Atenach. Julian nie wiedział, co go czeka, udając się na spotkanie z cesarzem Konstancjuszem do Mediolanu, pismo można było bowiem zrozumieć wieloznacznie. Nie zachwyciło go również obwołanie cezarem, przecież cesarz skazał na śmierć jego brata Gallusa, którego kilka lat wcześniej również mianował cezarem. W Galii sytuacja była dramatyczna, bowiem padła Kolonia, a Germanie podchodzili już do serca tej krainy.
Młody cezar niezwykle szybko przystosował się do warunków. Okazał się znakomitym administratorem. Starał się ulżyć ludności obniżając olbrzymie podatki. Stał się jednak przede wszystkim znakomitym wodzem. Wyparł Germanów za Ren oraz zadał olbrzymią klęskę Alamanom w bitwie pod Argentoratum, choć siły miał trzykrotnie mniejsze. Po trzyletniej kampanii, w roku 360 w Lutecji (dzisiejszy Paryż), wojsko obwołało go augustem. Było to wynikiem rozkazu Konstancjusza, w którym rozkazał wydzielić silny korpus z armii Renu i przerzucić go na wschód, toczono bowiem tam walki z Persją. Żołnierze nie chcieli opuszczać Galii, więc okrzyknęli swego wodza augustem. Julian nie zabiegał o ten tytuł, lecz także nie odmówił (być może wojsko nie pozostawiło mu wyboru).
Nie dążył do zwarcia zbrojnego z Konstancjuszem, starając się uniknąć wojny domowej. Gdy jednak ten zaczął przygotowania do wojny z Julianem, młody august wyruszył ze swoją armią na Wschód. Pochód był niezwykle szybki, Julian dowodząc niewielkim oddziałem płynął łodziami po Dunaju i z zaskoczenia zajął olbrzymi obóz wojskowy Sirmium. Zaskoczenie było tak olbrzymie, że praktycznie wszystkie prowincje naddunajskie wpadły w jego ręce. Tam też dowiedział się o śmierci Konstancjusza oraz o jego ostatniej woli, w której ten oznajmił, że władać po nim ma właśnie Julian. Wkrótce potem wkroczył do rodzinnego Konstantynopola, przyjaźnie powitany przez mieszkańców miasta.

Kampania Juliana przeciw Persji

Julian zginął w czasie wojny z Persami w 363 roku w dość niejasnych okolicznościach (istnieją podejrzenia, że zabił go rzymski żołnierz – chrześcijanin) nad rzeką Tygrys w okolicach Samarry, niedługo po bitwie pod Marangą. O śmierci Juliana wypowiedział się żyjący w tamtym czasie Libanios:

Niejeden pragnie usłyszeć, kto go zabił. Imienia nie podam, lecz oto dowód przekonywający, że nie był to nieprzyjaciel; nikt nie otrzymał nagrody za ów cios, choć król perski przez heroldów wzywał zabójcę, by dar odebrał; a dużo by zyskał, kto by się zgłosił! Mimo to nikt, nawet z żądzy nagrody, tym się nie pochwalił. I wypada bardzo dziękować wrogom, że nie przywłaszczyli sobie sławy tego, czego nie uczynili, pozwalając nam samym szukać mordercy wśród nas samych. Ludzie, którym życie jego przeszkadzało, nie żyli zgodnie z prawami. Od dawna już knuli zbrodnię i popełnili ją, gdy zdarzyła się okazja. Zmuszały ich do tego zarówno wszelkie inne niegodziwości, dla których za jego panowania nie było swobody, jak też – i to najbardziej – cześć dla bogów; bo oni sami do czegoś innego dążyli.

oraz biskup Grzegorz z Nazjanzu:

W każdym razie otrzymał ranę śmiertelną, lecz dla świata całego zbawienną. Wskutek jednego ciosu z ręki zabójcy zapłacił za to, że tyle razy przyglądał się wnętrznościom zwierząt ofiarnych i zaufał im na swoją zgubę.

Według legendy, umierając miał powiedzieć Galilaee, vicisti! (Galilejczyku, zwyciężyłeś!), mając na myśli Chrystusa. Słowa te przypisane zostały Julianowi przez Kościół katolicki, który przedstawiał śmierć cesarza jako karę bożą. Historia ta została zmyślona najprawdopodobniej w V wieku celem podkreślenia, że śmierć Juliana była triumfem chrześcijaństwa. Ostatnie chwile życia Juliana tak opisał współczesny mu Ammianus Marcellinus:

Rana z przebitego boku otwierała się coraz szerzej, oddech był ciężki. Już późną nocą Julian poprosił o zimną wodę. Wypił ją i wkrótce potem zmarł spokojnie.

Uważano również, że zapowiedzią jego śmierci było pojawienie się na niebie komety.

## Stosunek do chrześcijaństwa
Dążył do osłabienia i wyrugowania chrześcijaństwa (zalegalizowanego przez Konstantyna Wielkiego) z Cesarstwa rzymskiego oraz ponownego podniesienia tradycyjnej religii starożytnych Rzymian do rangi religii państwowej. Zdając sobie sprawę z tego, że prześladowania chrześcijan prowadzone w I i III wieku wzmacniały tylko chrześcijaństwo, Julian starał się raczej osłabić chrześcijaństwo, tak by nie wydawało się potencjalnym wyznawcom bardziej atrakcyjne od kultów pogańskich. Przykładowo, w roku 362 przy okazji reformy szkolnictwa zabronił chrześcijanom uczyć w szkołach publicznych (ponieważ ci nauczali czytania bazując na Ewangelii), a w Edykcie o tolerancji przywrócił z wygnania biskupów chrześcijańskich uznanych przez resztę chrześcijan za heretyków.
Ponadto władca starał się wprowadzić do religii rzymskiej takie elementy chrześcijaństwa, które miały ją uatrakcyjnić i wzmocnić, np.:
- wprowadzenie hierarchii kapłanów ze stojącym na jej czele cesarzem jako najwyższym kapłanem (Pontifex Maximus) i podległymi mu arcykapłanami sprawującymi zwierzchność nad kapłanami kultów pogańskich;
- umasowienie obrzędów podobnie do nabożeństw chrześcijańskich.

Cesarz Julian potrafił przebiegle walczyć z chrześcijaństwem, bez większego okrucieństwa, które cechowało np. Nerona. Na przykład, gdy w Edessie doszło do zamieszek pomiędzy chrześcijańskimi sektami, cesarz ogłosił edykt:

Ponieważ godne najwyższego podziwu przykazanie zaleca chrześcijanom wyrzeczenie się majętności, aby mogli łatwiej podążać do królestwa niebieskiego, przeto my, współdziałając z ich świętymi, rozkazaliśmy przejąć wszystkie pieniądze kościoła edeskiego i rozdać je żołnierzom, wszystkie zaś dobra ziemskie włączyć do naszych dóbr prywatnych, aby żyjąc w ubóstwie, zachowywali spokój i nie utracili królestwa niebieskiego, w które tak ufają.

Julian był ostatnim cesarzem wyznającym religię dawnych Rzymian; zarówno jego stryj – Konstantyn Wielki, jak i cała rodzina wyznawała już chrześcijaństwo. Pozornie czynił tak też i Julian, jednak po objęciu władzy – najpierw jako cezar, zaś następnie august – jawnie odrzucił religię chrześcijańską, powracając do dawnych kultów (głównie Heliosa).

## Działalność literacka
Był człowiekiem wykształconym – filozofem neoplatońskim wychowanym w Akademii w Atenach, a o jego zamiłowaniu do wiedzy świadczyć może m.in. fakt, iż nawet w czasie wyprawy perskiej woził ze sobą książki i czytał je codziennie. Aby wykazać, że standardy moralne obowiązują nie tylko chrześcijan, nakazał ukrócenie przepychu i wschodniego zbytku, jaki cechował panowanie jego poprzedników, a sam prowadził niezwykle surowy i prosty tryb życia.
Julian był autorem wielu tworzonych w języku greckim pism, z których zachowało się 8 mów, 2 utwory satyryczne i zbiór kilkudziesięciu listów. Z utworów satyrycznych Juliana pierwszy, Misopogon albo Nieprzyjaciel brody, jest paszkwilem na lubujących się w przepychu mieszkańców Antiochii. Drugi, Biesiada albo święto Kronosa (znany też jako Cesarze), jest satyrą wyśmiewającą wybranych cesarzy rzymskich. Julian napisał również trzytomowe niezachowane do dziś dzieło Contra Galilaeos będące atakiem na chrześcijaństwo. Udało się zrekonstruować jego pierwszą księgę na podstawie napisanej przez Cyryla Aleksandryjskiego odpowiedzi pt. Apologia religii chrześcijańskiej przeciw dziełom bezbożnego Juliana.
Uznany został za wybitnego wodza i polityka. Był także miłośnikiem kultury antycznej, co stanowiło jeden z powodów, dla których nie akceptował chrześcijaństwa. Uważał je za coś z natury niepasującego do kultury rzymskiej i greckiej, w której się wychował.

## Powieści o Julianie
- Gore Vidal: Julian. Warszawa: PIW, 1970. Brak numerów stron w książce
- Dmitrij Mereżkowski: Julian Apostata. Białystok: 1992. Brak numerów stron w książce
- Teodor Parnicki: Sam wyjdę bezbronny. Warszawa: PAX, 1985. Brak numerów stron w książce
- Jacek Inglot: Quietus. Warszawa: Narodowe Centrum Kultury, 2011. Brak numerów stron w książce
- Louis de Wohl, Cesarski odstępca, Sandomierz 2017, ISBN 978-83-8101-095-5[11]

Bohater wiersza Felicjana Faleńskiego Jako Julian Zaprzaniec zabit od Pana (1862).